# Jasmah-Adad

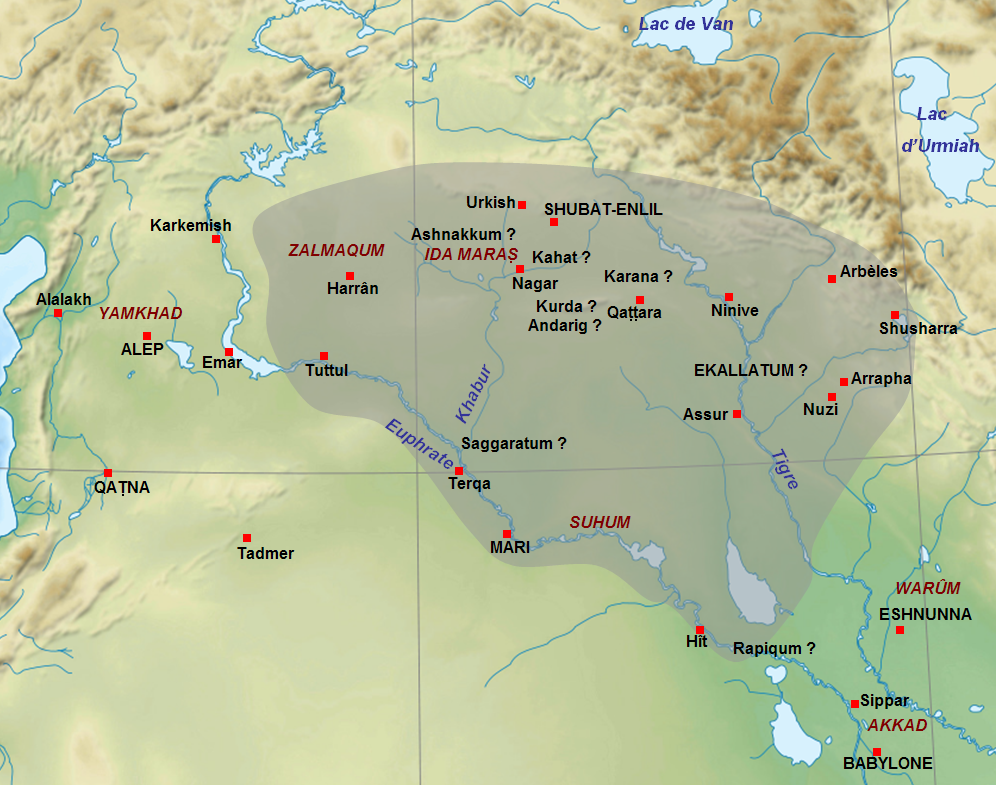
Zasięg terytorialny królestwa Szamszi-Adada I (1814-1782 p.n.e.)

Jasmah-Adad (akad. Jasmaḫ-Adad, amor. Jasmaḫ-Addu, w transliteracji z pisma klinowego zapisywane ia-ás-ma-aḫ-diškur, tłum. „bóg Adad mnie wysłuchał”) – młodszy syn króla asyryjskiego Szamszi-Adada I, brat Iszme-Dagana I. Na początku XVIII wieku p.n.e., po podbiciu królestwa Mari, ojciec uczynił go wicekrólem w Mari i ożenił z Beltum, córką Iszki-Adada, króla sąsiedniej Qatny. Wydaje się, iż Jasmah-Adad był słabym i nieefektywnym władcą - taki jego obraz wyłania się z odkrytych w Mari listów, które Szamszi-Adad I, Iszme-Dagan I i Jasmah-Adad wymieniali ze sobą. Po śmierci Szamszi-Adada I w 1782 roku p.n.e. Jasmah-Adad został wypędzony z Mari przez Zimri-Lima i jego dalszy los jest nieznany.